# Tabing Ilog (Licab)
Tabing Ilog è un barangay delle Filippine, situato nel comuni di Licab, nella provincia di Nueva Ecija.

## Geografia fisica

### Territorio
Tabing Ilog si trova nella parte più settentrionale del Licab . Ha un'altitudine di 26 metri sul livello del mare. Il fiume che scorre al suo lato settentrionale e occidentale è il secondo più grande del comune. A volte è chiamato come fiume Labong o fiume Baliwag, ed è il principale contributore alle inondazioni nel barangay e all'intero Licab anche durante le stagioni delle piogge. Tabing Ilog ha un tipo di terreno argilloso limo Quingua. Confina a nord con il comune di Guimba, a est con Linao, a sud con San Cristobal e ad ovest con Villarosa.

### Clima
| Tabing Ilog         | Mesi | Mesi | Mesi | Mesi | Mesi | Mesi | Mesi | Mesi | Mesi | Mesi | Mesi | Mesi | Stagioni | Stagioni | Stagioni | Stagioni | Anno |
| Tabing Ilog         | Gen  | Feb  | Mar  | Apr  | Mag  | Giu  | Lug  | Ago  | Set  | Ott  | Nov  | Dic  | Inv      | Pri      | Est      | Aut      | Anno |
| ------------------- | ---- | ---- | ---- | ---- | ---- | ---- | ---- | ---- | ---- | ---- | ---- | ---- | -------- | -------- | -------- | -------- | ---- |
| T. max. media (°C)  | 29   | 30   | 32   | 34   | 33   | 31   | 30   | 29   | 30   | 30   | 30   | 29   | 29,3     | 33       | 30       | 30       | 30,6 |
| T. min. media (°C)  | 19   | 20   | 20   | 22   | 24   | 24   | 24   | 24   | 24   | 22   | 21   | 20   | 19,7     | 22       | 24       | 22,3     | 22   |
| Precipitazioni (mm) | 4    | 6    | 7    | 12   | 61   | 89   | 96   | 99   | 81   | 88   | 37   | 13   | 23       | 80       | 284      | 206      | 593  |
| Giorni di pioggia   | 3    | 3    | 4    | 6    | 16   | 19   | 23   | 22   | 20   | 18   | 10   | 4    | 10       | 26       | 64       | 48       | 148  |

## Origini del nome
Tabing Ilog è la parola filippina per la riva del fiume.

## Società

### Lingue
Le principali lingue parlate in Tabing Ilog sono il filippino e l'inglese. Alcuni possono parlare Ilocano.

### Religione
La maggior parte dei residenti aderisce alla fede cattolica romana. Le religioni minori che vengono praticate sono le altre denominazioni cristiane. Ogni 5 maggio celebra la sua festa comunitaria con sant'Agostino come patrono.